# کندرش
کندرش (به مجاری:  Kenderes) یک منطقهٔ مسکونی در مجارستان است که در ناحیه کارتساگ واقع شده‌است. کندرش ۱۱۱٫۲۴ کیلومتر مربع مساحت و ۴٬۵۰۸ نفر جمعیت دارد.

## خواهرخوانده
شهر Sânmartin خواهرخواندهٔ کندرش هست.